# Арапов, Иван Андреевич
Иван Андреевич Ара́пов (21 ноября 1844 — 24 июня 1913) — генерал-лейтенант, член совета Главного управления государственного коннозаводства и Совета министра земледелия и государственных имуществ.

## Биография
Родился 21 ноября 1844 года в с. Воскресенская Лашма бывшего Наровчатского уезда Пензенской губернии (ныне в черте города Ковылкино Республики Мордовия). Старший сын Андрея Николаевича Арапова, брат Николая Андреевича Арапова. Воспитывался дома, затем в Петербургском университете. На службу поступил 6 апреля 1862 года юнкером в Кавалергардский полк. 5 сентября 1863 года произведён в корнеты. 1 ноября 1866 года назначен адъютантом к военному министру Д. А. Милютину.
В 1867 году произведён в штабс-ротмистры, а 20 апреля 1869 года в ротмистры с зачислением по гвардейской кавалерии и с оставлением в занимаемой должности. В 1874 году произведён в полковники. В 1875 году назначен членом комиссии при министерстве финансов для пересмотра статьи 310 устава о питейном сборе.
В 1877 году назначен членом от военного министерства юстиции для рассмотрения вопроса о мерах к пресечению конокрадства. Во время русско-турецкой войны (1877—1878) состоял при графе Д. А. Милютине и участвовал при взятии Плевны. В 1878 году назначен членом комиссии для разбора просьб, подаваемых военному министру, и распределения пособий, чиновником для особых поручении при военном министре.
С 1881 по 1894 год Арапов был членом совета главного управления государственного коннозаводства, оставаясь при этом чиновником по особым поручениям. Он также был назначен в число экспертов («сведущих людей») по переселенческому и питейному вопросам. 28 марта 1882 года произведён в генерал-майоры, с оставлением членом совета.
В 1888 году назначен членом комиссии для борьбы с сельскохозяйственным кризисом. С 1889 по 1894 год состоял представителем земледельческой промышленности от министерства государственных имуществ. В 1893 году министром финансов он был приглашён к участию в совещании для выработки мер по упорядочению хлебной торговли.
В 1894 году зачислен в запас армейской кавалерии по Московскому уезду. В 1895 году назначен членом совета министра земледелия, с зачислением по армейской кавалерии. 6 декабря 1904 года произведён в генерал-лейтенанты . Скончался 24 июня 1913 года в с. Воскресенская Лашма. Похоронен в Александро-Невской лавре.
В честь И. А. Арапова была названа железнодорожная станция Арапово (после революции переименованная в Ковылкино) в с. Воскресенская Лашма, проведению железнодорожных путей к которому он способствовал. Имение Арапова в Воскресенской Лашме он превратил высокодоходное многоотраслевое хозяйство, организовал сельскохозяйственное торгово-промышленное товарищество с уставным капиталом 600 тыс. руб., конный завод, завод по производству очищенного спирта.

## Семья
Был женат на Александре Петровне Ланской (дочери Натальи Николаевны Ланской-Пушкиной) и от неё имел детей: Елизавету, Петра и Андрея. Следует отметить, что жёны братьев Араповых (Елизавета и Александра Ланские) были родными сёстрами, дочерьми Н. Н. Гончаровой (Пушкиной, Ланской) от второго брака.

## Награды[7]

### Российские награды
- Орден Святого Станислава 2 степени (1871)
- Орден Святого Владимира 4 степени с мечами и бантом (1877)
- Орден Святого Владимира 3 степени (1888)
- Орден Святого Станислава 1 степени (1896)
- Орден Святой Анны 1 степени (1899)

### Иностранные награды
- Австрийский Орден Железной короны 2 степени (1874)
- Орден Звезды Румынии Командорский крест (1878)
- Командор Ордена Короны Италии (1878)
- Турецкий Орден Османие 3-го класса (1879)